# Zagrebačka skupina
Zagrebačka skupina je jedna od četiri regionalne kulturne skupine kulture polja sa žarama na današnjem hrvatskom tlu (veći dio savsko-dravskoga međurječja). U europskoj prapovijesti, kultura polja sa žarama postigla je najveći doseg u obradbi bronce. Prema stilskim varijacijama osnovnih tipova keramičkih i metalnih proizvoda moguće je izdvojiti više regionalnih kulturnih skupina koje su postale osnova za uspostavu etničke strukture stanovništva starijega željeznog doba. Kontinuitet naseljenosti zagrebačkoga područja od razdoblja paleolitika potvrđuju arheološki nalazi s područja Medvednice koji datiraju od približno 43 000 god. pr. Kr. (špilja Veternica na jugozapadnom dijelu Medvednice), kao i oni iz razdoblja kulture polja sa žarama (od približno 1300. do 1230. pr. Kr.) na lokalitetima na Medvedgradu, u Vrapču, Horvatima, Krugama i Moravču. Ondje su pronađeni keramički predmeti za svakidašnju uporabu te različite vrste brončanog oružja (ulomci kaciga, mačeva, štitova, kopalja). Zagrebačka skupina potvrđena je i nalazištima Igrišće na Kalniku, Križevci u sjeverozapadnoj Hrvatskoj, a u Posavini Novigrad na Savi te groblje Gređani kraj Okučana.